# 張琦 (嘉興)

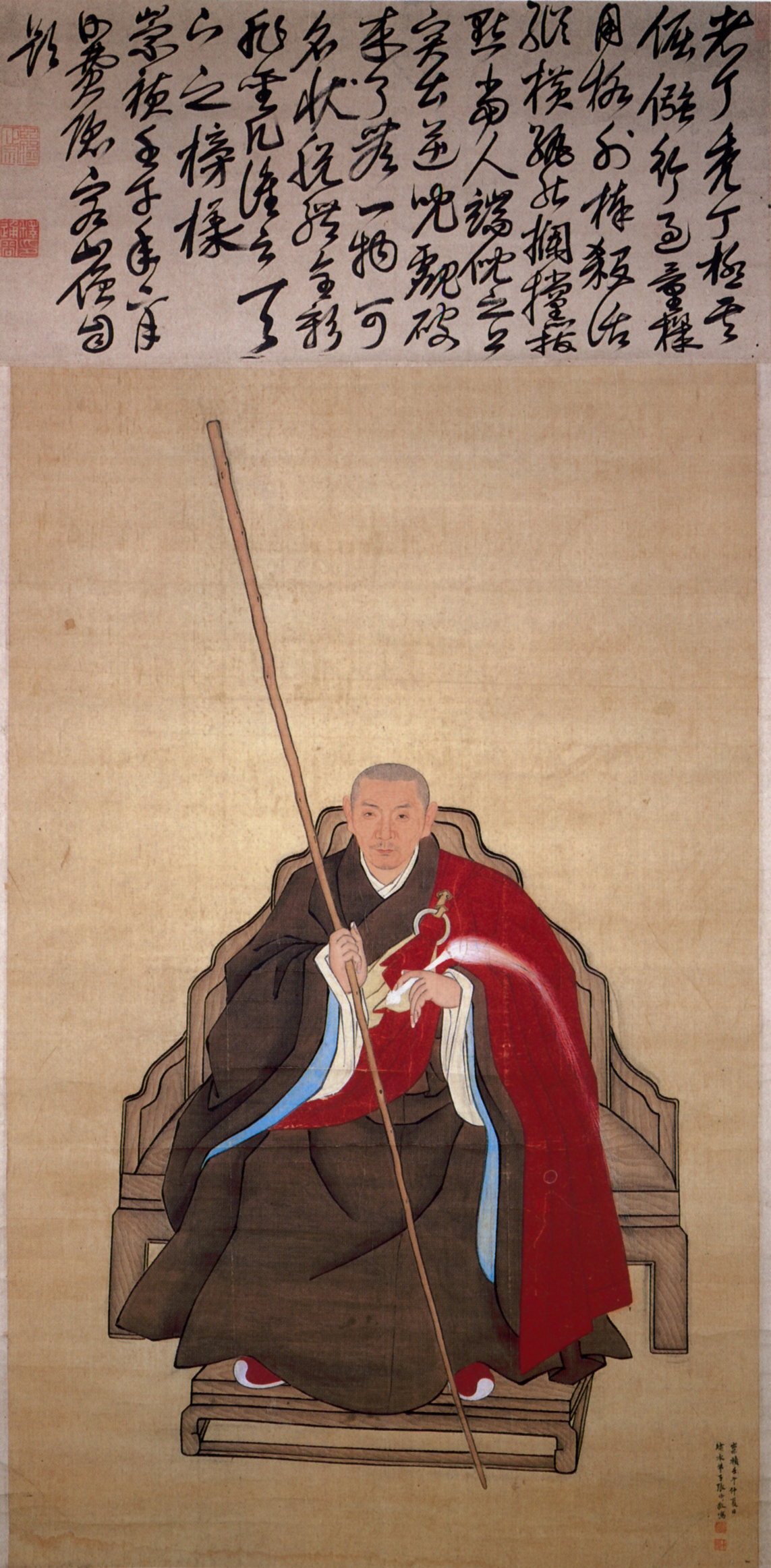
張琦畫作《費隱通容像自贊》

張琦（？—？），字玉珂，浙江省嘉興人，明末清初畫家。

## 生平
曾經師從於曽鯨，學習肖像畫。

## 關聯項目
- 長崎派
- 喜多道矩
- 喜多元規
- 喜多宗雲

## 作品
- 「圓信像」中華民國國立故宮博物院藏。
- 「尚友園」[4]1652年。中華人民共和國國家一級博物館上海博物館藏。